# 默罕默德·塞瑞
默罕默德·塞瑞（1984年12月6日—）是一名阿爾及利亞摔跤運動員，曾代表國家參加2008年北京奥运和2012年倫敦奧運的男子希臘羅馬式摔角66公斤比賽，兩次均未獲得獎牌。